# دامو سوزوکی (بازیکن فوتبال)
دامو سوزوکی (ژاپنی: 鈴木 健児؛ زادهٔ ۳ سپتامبر ۱۹۸۶) یک بازیکن فوتبال اهل ژاپن است.
از باشگاه‌هایی که در آن بازی کرده‌است می‌توان به باشگاه فوتبال توکیو، باشگاه فوتبال گاینار توتوری و باشگاه فوتبال بلاوبلیتز آکیتا اشاره کرد.